# ANBO III
ANBO III (Antanas Nori Būti Ore, volně česky Antanas chce být ve vzduchu) byl dvoumístný vzpěrový hornoplošník, který byl určen pro pokračovací výcvik pilotů. Letoun navrhl konstruktér a pilot ing. Antanas Gustaitis v roce 1929. Letoun ANBO III se stal prvním letounem litevské konstrukce, který byl stavěn v sériové výrobě. Ve dvou výrobních dávkách po čtyřech letadlech bylo v letech 1930–1931 (vč. prototypu z roku 1929) vyrobeno celkem 9 letounů.

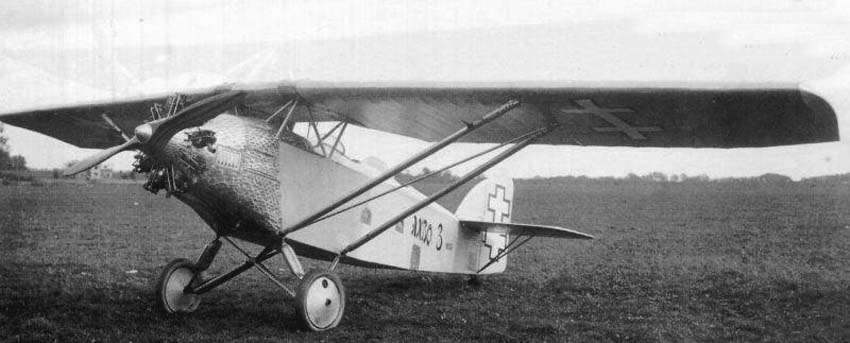
Prototyp ANBO III s motorem Walter NZ-130

## Vznik a vývoj
A. Gustaitis tento letoun postavil po dokončení studií konstrukce letadel v Paříži (Vyšší škola letectví a strojírenství, 1925–1928). Po návratu z Paříže byl ing. Antanas Gustaitis jmenován do vysoké pozice v litevském vojenském letectví, 31. srpna 1928 byl jmenován asistentem náčelníka letectví v oblasti technologie a formace a 10. října téhož roku náčelníkem leteckého personálu. Letoun byl navržen jako dvoumístný jednoplošník typu parasol smíšené konstrukce. Hotové prototypy byly označen nápisem „ANBO 3“ na straně trupu a továrním číslem 32 a 33. Prototyp byl poháněn vzduchem chlazeným hvězdicovým devítiválcovým motorem Walter NZ-130, sériové letouny pak modernějším a výkonnějším devítiválcem Walter Mars a ještě později pětiválcovými motory Armstrong Siddeley Mongoose. První zkušební let prototypu byl proveden 5. října 1929, první let sériového letounu 9. září 1930.
Po schválení letounu pro sériovou výrobu a rozhodnutí vyrobit dalších osm strojů ANBO III bylo objednáno v Československu osm hvězdicových, devítiválcových vzduchem chlazených motorů Walter Mars o výkonu 145 koní – stejného typu (9V do hvězdy), objemu válců (9352 cm3) a podobné hmotnosti (160 kg) jako Walter NZ-130, ale výkonnější o 25 koní. Sériová výroba ANBO-III byla zahájena v roce 1930. Sériová letadla byla označena jako ANBO III a jednotlivé stroje pořadovým výrobním číslem 39, 40, 41, 42, 44, 45, 47, 48. ANBO III byl později také využíván jako průzkumný letoun v 2. průzkumné letce litevského letectva. Letoun byl pro tyto účely dovybaven kulometem. Při této přestavbě (po roce 1933) byly na některé stroje nainstalovány silnější pětiválcové motory Armstrong Siddeley Mongoose (150 k).
Na tento letoun ANBO III navázal Antanas Gustaitis typem ANBO IV, který poprvé vzlétl v červenci 1932, a typem ANBO V z roku 1931. Když Sovětský svaz v roce 1940 anektoval pobaltské státy Litvu, Lotyšsko a Estonsko, zabavil i letouny ozbrojených sil těchto států. Mezi těmito letouny bylo i pět posledních letounů ANBO III. Konstruktér letadel ANBO brig. gen. Antanas Gustaitis, poslední náčelník litevského vojenského letectva, byl 16. října 1941 zastřelen v moskevském vězení.

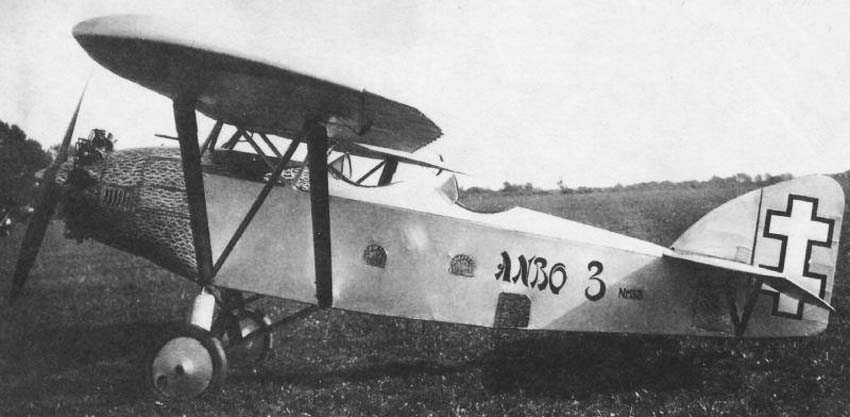
Prototyp ANBO III s motorem Walter NZ-130

## Popis letounu
Dvoumístný hornoplošník (typu parasol) ANBO III byl smíšené konstrukce. Trup byl tvořen rámem ze svařených, ocelových trubek. Křídlo bylo ze dřeva potažené plátnem. Příhradová konstrukce z ocelových trubek, která nesla centrální část křídla, byla přivařena k trupu. Střední část křídla nad trupem byla z duralu a obsahovala malou benzínovou nádrž. Křídlo lichoběžníkového půdorysu bylo "podepřeno" čtyřmi mohutnými vzpěrami, které byly připevněny ke spodní části trupu. Kryt motoru protažený až ke kokpitu byl z duralového plechu tl. 0,7 mm. Horní část trupu byla z tvarované, oválné dýhy od kokpitu až k ocasu letounu. Zadní část trupu a ocasní plochy byly z hliníkového plechu a byly rovněž potaženy plátnem. Kokpit posádky byl v tandemovém uspořádání.

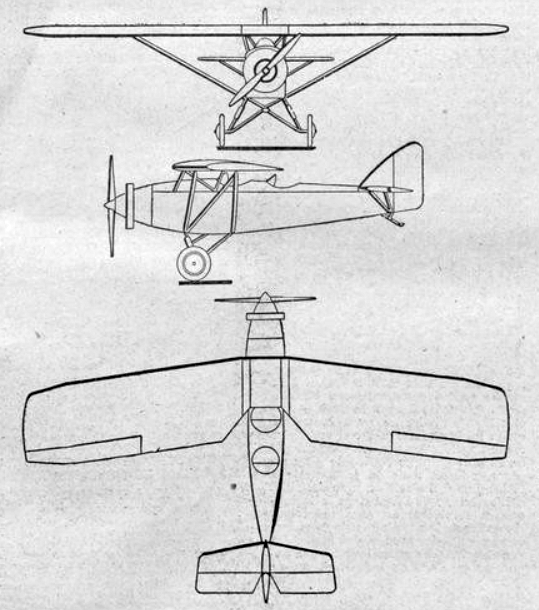
ANBO III, třípohledová skica

Motor byl oddělen od kokpitu protipožární přepážkou z ocelového plechu a byl zavěšen na trubkové konstrukci. Hlavní benzínová nádrž byla vetknuta do trupu mezi protipožární přepážku a kokpit. Dvoukolový, pevný podvozek byl osazen párem kol s pneumatikami 700x100 mm a vzadu ocasní ostruhou. Kola byla namontována na nápravách a každé bylo zajištěno systémem tří profilovaných pružin, z nichž jedna měla pryžové tlumiče nárazů.
U druhé výrobní série ANBO III (výr. č. 44, 45, 47, 48) došlo k některým změnám: délka byla prodloužena o půl metru, byl změněn tvar ocasních ploch, v trupu byla větší benzínová nádrž, zvýšila se hmotnost na 580 kg (prázdný) resp. 880 kg (vzletová hmotnost). U tohoto modelu byl prodloužen dolet na 600 km a vytrvalost na 4 h.

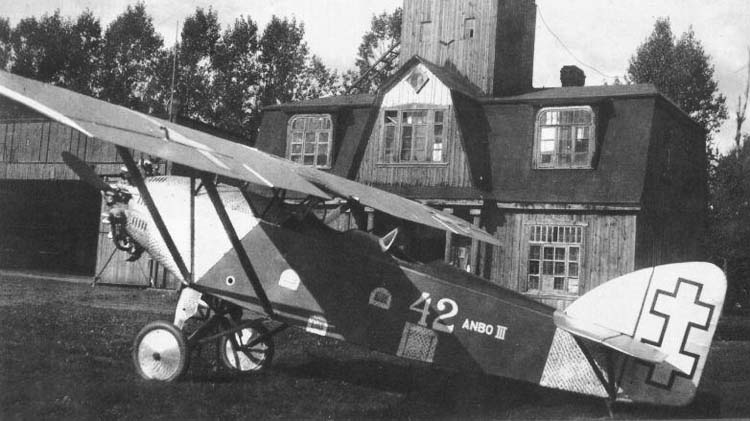
Sériový letoun ANBO III s motorem Walter Mars

## Uživatelé
- Litva
  - Litevské letectvo (Lietuvos karinės oro pajėgos)

## Specifikace

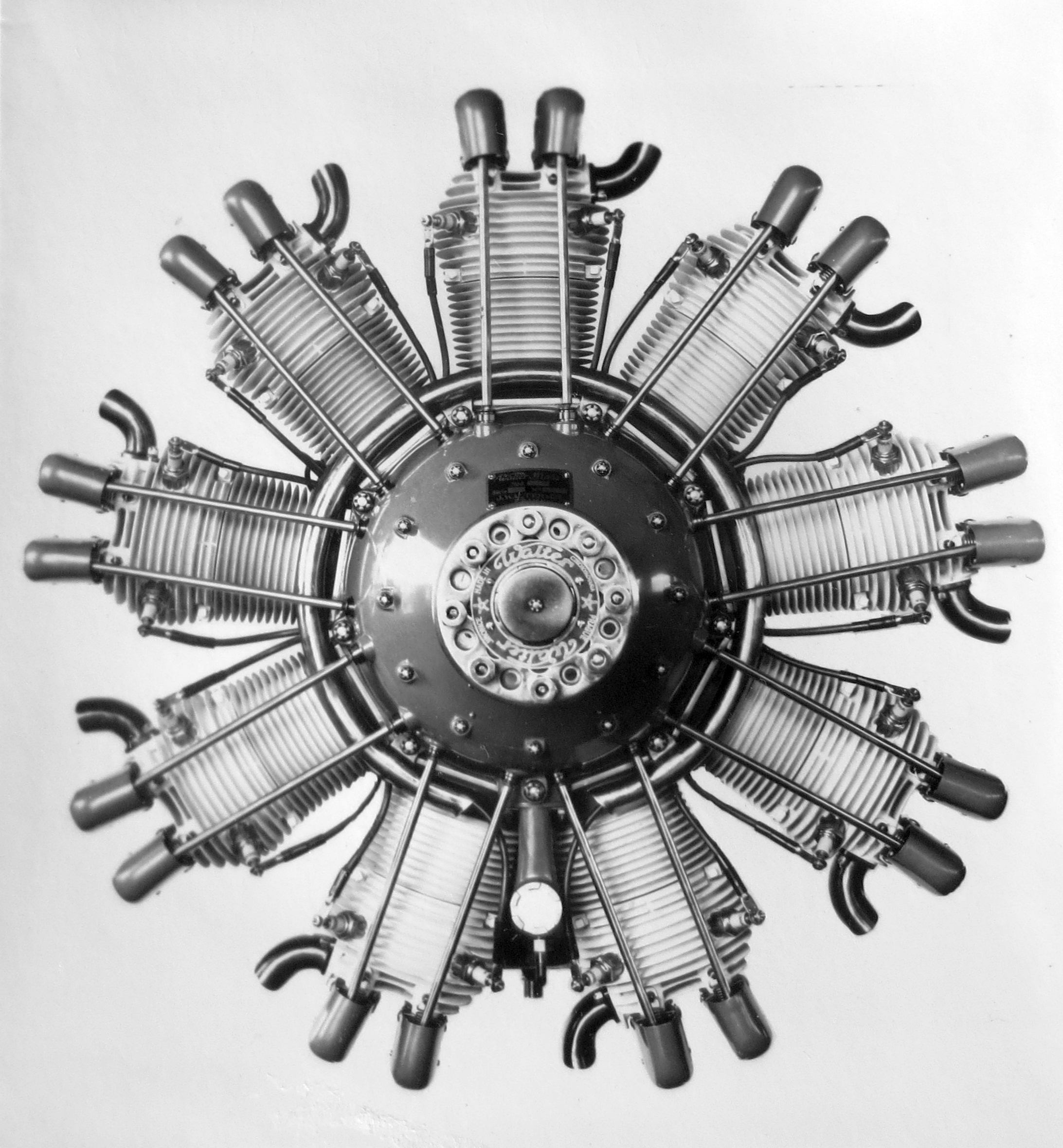
Walter Mars (1929)

Data dle Les Ailes duben 1931

### Technické údaje
- Posádka: 2 (instruktor a žák)
- Rozpětí: 10,55 m
- Délka: 7,00 m
- Výška: 2,64 m
- Nosná plocha: 18,2 m2
- Hmotnost prázdného letounu: 556 kg
- Vzletová hmotnost: 856 kg
- Pohonná jednotka: vzduchem chlazený hvězdicový devítiválcový motor Walter Mars
- Výkon pohonné jednotky:
  - vzletový: 150 k (110,3 kW) při 1800 ot/min
  - jmenovitý: 145 k (106,6 kW) při 1750 ot/min
- Vrtule: dvoulistá dřevěná s pevnými listy

### Výkony
- Maximální rychlost: 185 km/h
- Cestovní rychlost: 145 km/h
- Nejmenší rychlost: 80–100 km/h
- Dostup: 4 800 m
- Dolet: 450 km
- Vytrvalost: 3 h
- Stoupavost: 3,3 m/s, 5 min. do 1000 m

### Výzbroj
- kulomet (průzkumný letoun)[2]